# بيت العصار (المخادر)

تعديل مصدري - تعديل

بيت العصار محلة تابعة لقرية نعمان العليا، التابعة لعزلة المعشار بمديرية المخادر إحدى مديريات محافظة إب في الجمهورية اليمنية، بلغ تعداد سكانها 74 حسب تعداد اليمن لعام 2004.